# Kano Accord
Der Kano Accord (dt. Vereinbarung von Kano) war eine Übereinkunft zum Frieden im Tschad 1979. Die Verhandlungen dazu wurden nach dem Zusammenbruch der zentralen Autorität im Tschad 1979 geführt, als der damalige Premierminister, Hissène Habré, seine persönliche Miliz, die Forces Armées du Nord, am 12. Februar gegen die Hauptstadt N’Djamena und den amtierenden Präsidenten Félix Malloum führte. Um die Truppen des Präsidenten niederzuringen, hatte sich Habré mit dem rivalisierenden Warlord Goukouni Oueddei verbündet, welcher am 22. Februar mit seinen Forces Armées Populaires (FAP) in N’Djamena einmarschierte.
Die Situation setze die benachbarten Länder in Alarmbereitschaft, die ein Überspringen der Unruhen befürchteten. Am 16. Februar begab sich deshalb der sudanesische Minister Izz Eldine Hamed nach N’Djamena, wo er eine Waffenruhe zwischen den rivalisierenden Parteien aushandelte. Sudan schlug eine Friedenskonferenz auf neutralem Territorium vor und Nigerias Präsident Olusegun Obasanjo bot die Stadt Kano in Nord-Nigeria als Konferenzort an. Er lud als Beobachter auch die Nachbarländer des Tschad, Libyen, Sudan, Kamerun, Zentralafrikanische Republik und Niger ein.
Die Konferenz begann mit einigen Tagen Verzögerung am 11. März mit der Ankunft von Malloum, Habré, Goukouni und Aboubakar Abdel Rahmane. Von den vieren, repräsentierte Malloum die nationale Regierung, welche von Frankreich unterstützt wurde, Habré und Goukouni waren Führer der größten Aufständischen-Gruppierungen, während Aboubakar, der Führer einen kleineren Aufständischengruppe, des Mouvement Populaire pour la Libération du Tchad (MPLT), sich auf die Unterstützung durch Nigeria verlassen konnte.
Diese vier unterzeichneten den Kano Accord on National Reconciliation am 16. März und er trat am 23. März in Kraft, als Malloum und Habré formell zurücktraten.
Sechs Übereinkünfte waren das Ergebnis:
- Demilitarisierung von N’Djamena
- Eine Amnestie für alle politischen Gefangenen
- Die Auflösung der Milizen
- Die Bildung einer neuene nationalen Armee
- Abzug der französischen Truppen
- Überwachung der Waffenruhe durch nigerianische Einheiten.

Auch die Gründung einer Übergangsregierung der nationalen Einheit (GUNT) wurde geplant, welche den Tschad bis zu Neuwahlen führen sollte. Malloum und Habré wurden aus der Übergangsregierung ausgeschlossen, aber alle vier Parteien, welche an der Konferenz teilgenommen hatten, sollten zwei Ministerien in dem Provisional State Council erhalten, welches bis zur vollen Umsetzung der Übergangsregierung die Staatsgeschäfte führen sollte. Goukouni sollte Präsident dieses Council werden.
Die französischen Truppen, die seit 1978 im Tschad stationiert waren, mussten das Land verlassen und wurden durch eine multi-nationale afrikanische Friedenstruppe unter der Führung der Organisation für Afrikanische Einheit (OAU) ersetzt. Nigerianische Truppen übernahmen die Führung.
Die Übereinkunft war jedoch ein Fehlschlag, da sie libysche Interessen enttäuschte, indem pro-libysche Gruppierungen wie Abba Siddicks „FROLINAT originale“ und Ahmat Acyls Volcan Army ausschloss. Diese drohten sofort eine Gegenregierung zu gründen, wenn sie aus der GUNT ausgeschlossen blieben. Nigeria bemühte sich daraufhin um eine neue Übereinkunft, welche eine größere Zahl von Gruppierungen umfassen sollte; das Ergebnis war der Lagos Accord, welcher am 21. August in der nigerianischen Stadt Lagos unterzeichnet wurde und die Bestimmungen des Kano Accord ersetzte.